# Tango Bar (film 2024)
Tango Bar è un film del 2024 della regista venezuelana Gibelys Coronado, basato sull'omonimo romanzo di Francisco Villarroel, con la fotografia di César Bolívar.
Il film è stato presentato in anteprima alla cerimonia di chiusura del 10° Rajasthan International Film Festival il 31 gennaio 2024 al The Gem Cinema, MI Road, Jaipur, Rajasthan, India, dove ha vinto il premio per il miglior film. Il film è stato presentato in anteprima nelle sale in Venezuela il 7 marzo 2024.
Nel suo tour di eventi internazionali, il film ha partecipato al 7º Festival Internazionale del Cinema di Santander (SANFICI) e alla 28ª edizione del Festival del Cinema Regionale e Internazionale della Guadalupa (FEMI).

## Sinopsis
Maria, una giovane donna che voleva diventare una modella, viene indotta con l'inganno a viaggiare all'estero, credendo di poter realizzare il suo sogno di fama internazionale, quando arriva nel paese di destinazione, si rende conto di essere stata trafficata a scopo di sfruttamento sessuale. Al Tango Bar, il proprietario del bordello Rubén la sottomette violentemente, ma María non abbandona mai il suo desiderio di riconquistare la sua libertà.

## Cast
- América Zerpa nel ruolo di María e Malena
- Ramón Roá nel ruolo di Rubén
- Francisco Villarroel nel ruolo di Edmundo
- Jeska Lee Ruiz nel ruolo di Pechugona
- Amneris Treco nel ruolo di Gringa
- Ana Sofia Rodriguez nel ruolo di Cartagena
- Juliana Cuervos nel ruolo di Poppy
- Yeimmy Rodriguez nel ruolo di Azavache
- Henry Soto nel ruolo di Magistrato
- Carlos Gonzalez come cliente